# Henry Wirz

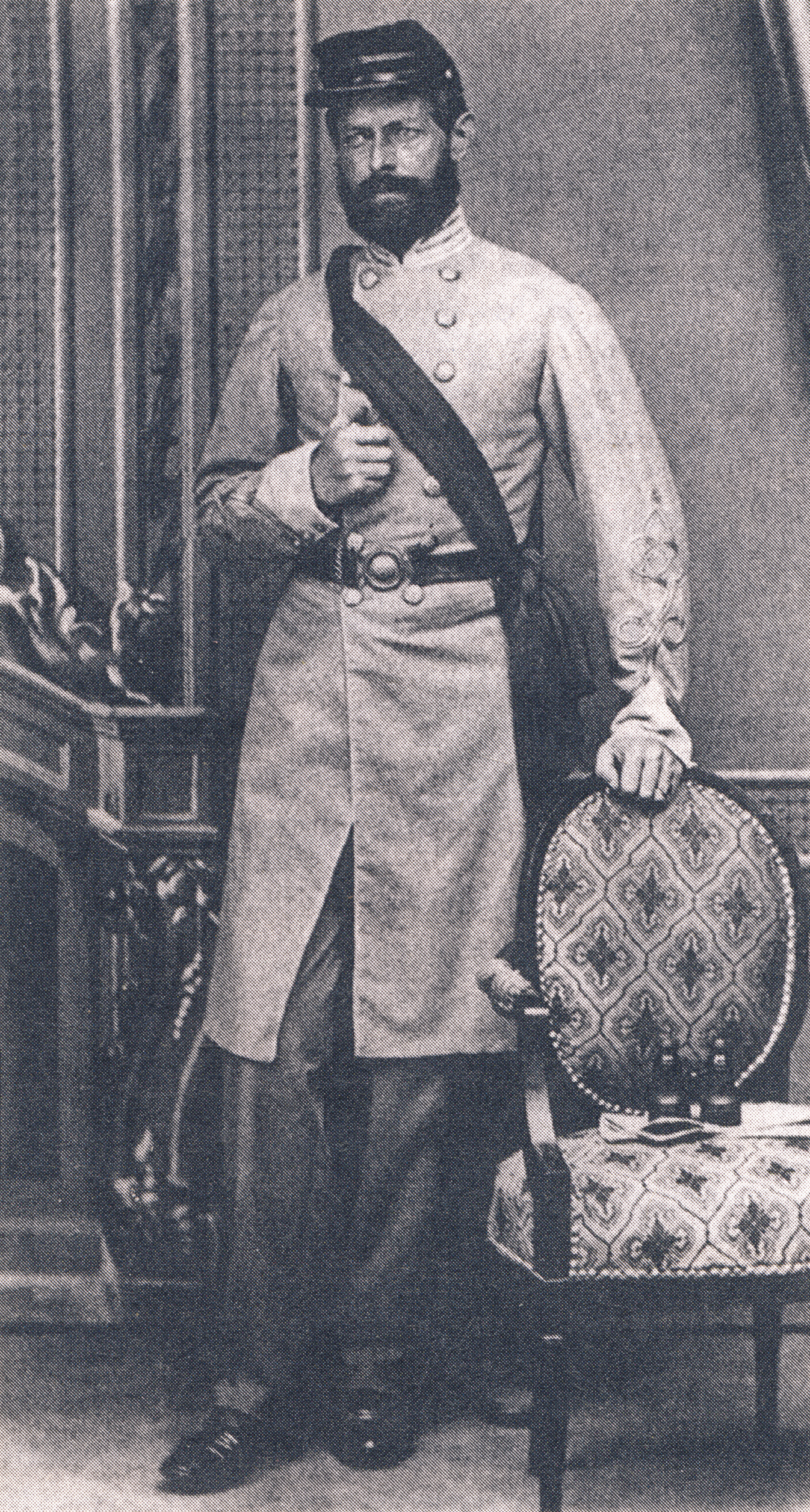
Captain Henry Wirz

Henry Wirz, geboren als Heinrich Hartmann Wirz (* 25. November 1823 in Zürich, Schweiz; † 10. November 1865 in Washington, D.C.), war ein schweizerisch-amerikanischer Weber, Arzt und Captain der konföderierten Armee während des Amerikanischen Bürgerkriegs (1861–1865).

## Leben
Der Deutschschweizer Heinrich Hartmann Wirz verließ 1849 sein Heimatland und wanderte in die USA aus. Wirz arbeitete anfangs als Weber in einer Fabrik im Süden, bevor er in den Westen aufbrach, um schließlich 1854 in Kentucky als Assistenzarzt zu arbeiten.
Mit seinen größtenteils autodidaktisch erworbenen Medizinkenntnissen fand er eine Anstellung als Arzt auf einer Plantage in Louisiana. Mit dem Ausbruch des Bürgerkrieges trat Wirz in die 4th Louisiana Infantry ein und wurde bei der Schlacht von Seven Pines mehrfach verwundet. Nachdem er in den Rang eines Captains aufgestiegen war, kam er unter das Kommando von General John Henry Winder. Unter Winder wurde er am 27. März 1864 Lagerkommandant des Kriegsgefangenenlagers Camp Sumter der konföderierten Armee in der Nähe von Andersonville.
Wirz wurde 1865 von Unionstruppen verhaftet, wegen Kriegsverbrechen angeklagt und zum Tode verurteilt. Das Urteil wurde am 10. November 1865 in Washington D.C. vollstreckt. Wirz war neben Champ Ferguson und Henry C. Magruder einer von nur drei Südstaatlern, die von einem ordentlichen Gericht wegen Kriegsverbrechen verurteilt und hingerichtet wurden.
Lincoln und sein Kabinett hatten beschlossen, auf langjährige Haftstrafen und weitere Hinrichtungen im Zuge der Versöhnung zu verzichten, um nicht zu sehr den Eindruck eines besetzenden Siegers zu erwecken als vielmehr den der regulären Regierung, die ihre „verlorenen Kinder“ mit sanfter Hand in die Union zurückführt.
Der Krieg mit seinen Restriktionen wurde als Strafe genug für die Bevölkerung des Südens angesehen, während bei den Soldaten klar der Befehlsnotstand als Hindernis für erfolgreiche Prozesse erkannt wurde. Daher wurde die Hinrichtung von Henry Wirz als Signal der Bereitschaft zu harten Strafen, gleichzeitig aber auch als Anfang einer Versöhnung und des Wiederaufbaus gesehen, da weitere Hinrichtungen ausblieben.

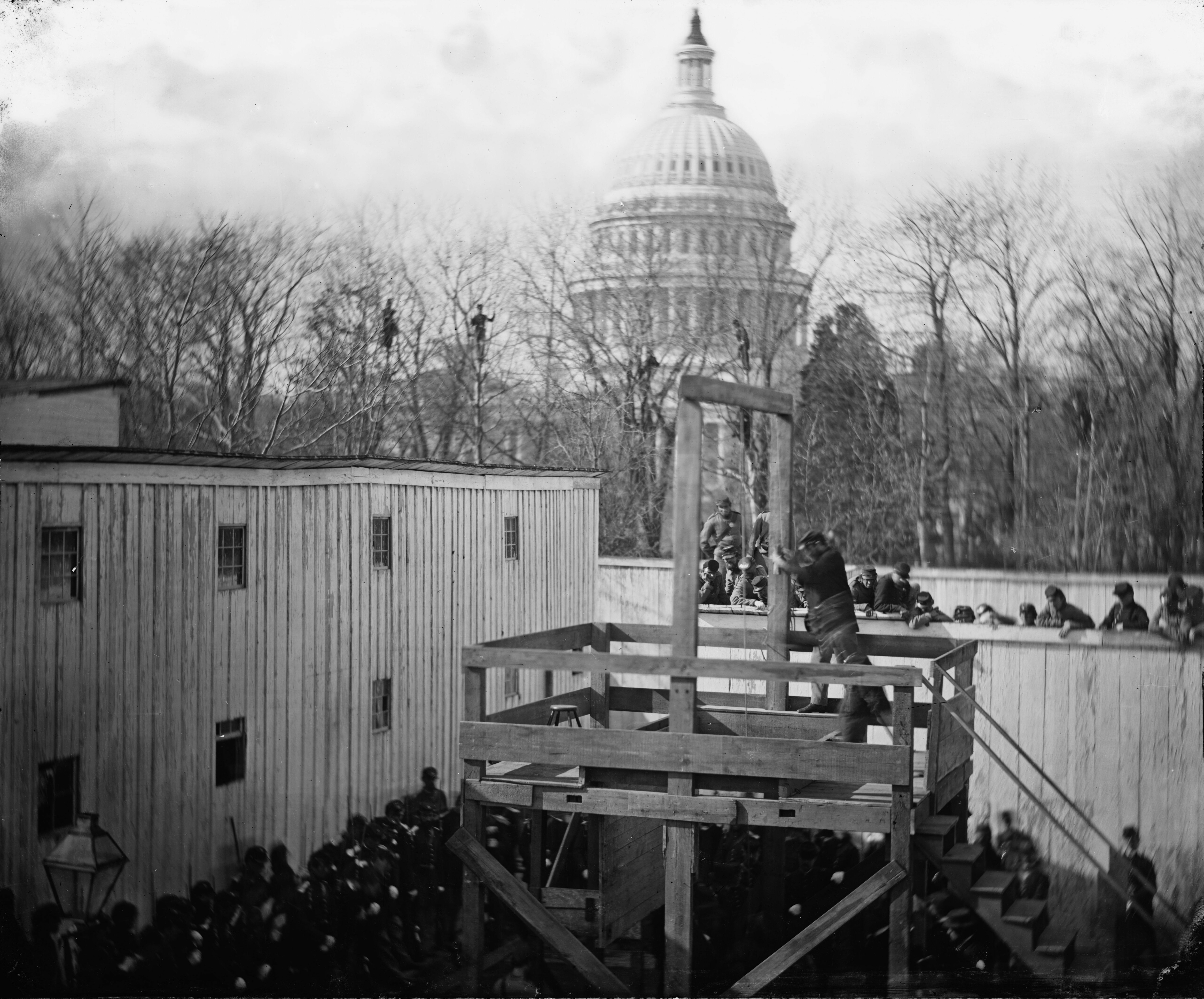
Exekution
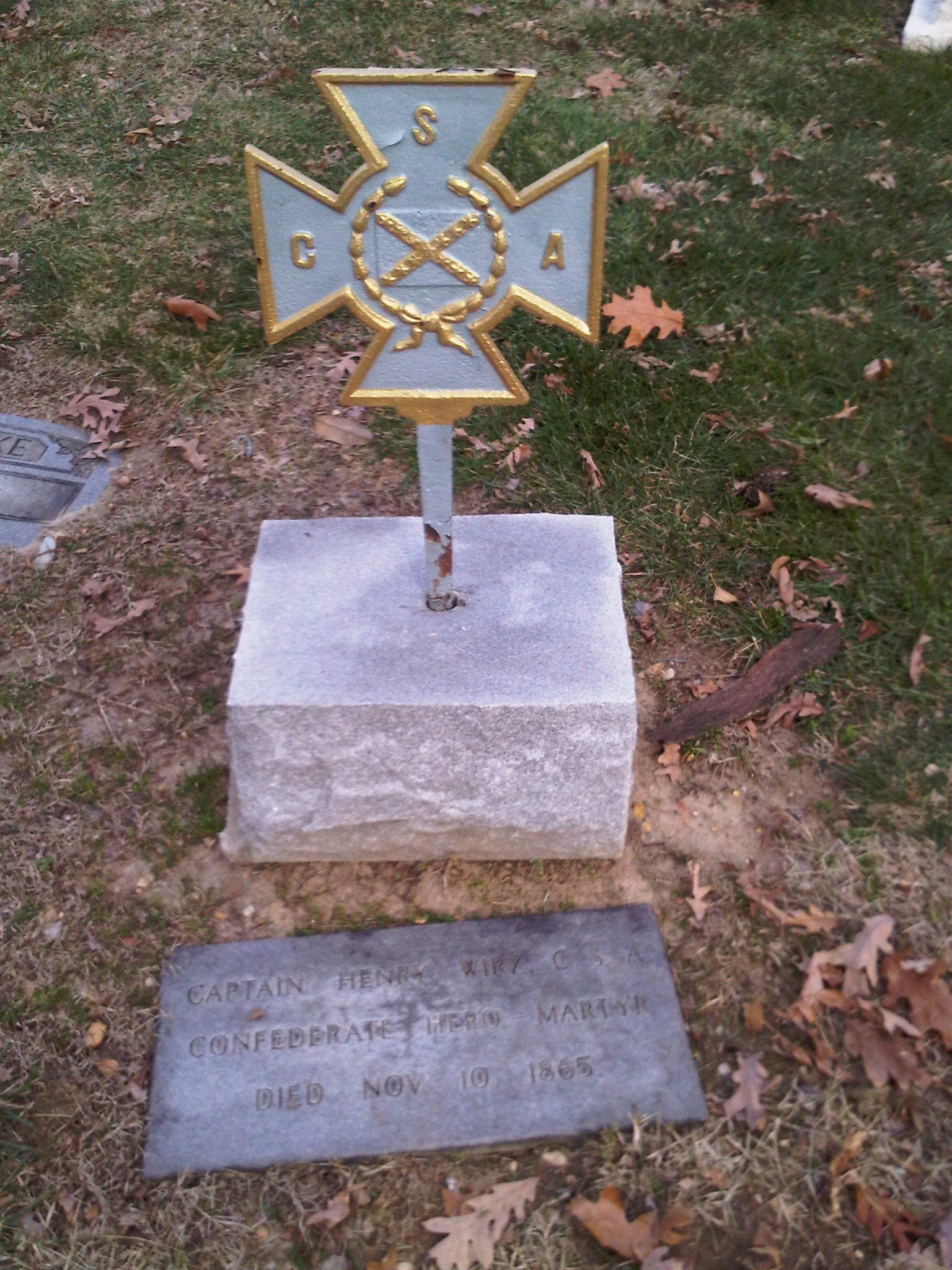
Grabmal